# جامعة سيبيريا الحكومية للطيران
جامعة سيبيريا الحكومية للطيران (بالروسية: Сибирский государственный аэрокосмический университет имени академика М. Ф. Решетнёва) جامعة روسية تأسست عام 1960، ومقرها كراسنويارسك، والمتخصصة في إعداد المتخصصين في مجال الصواريخ والطيران والملاحة الفضائية، والهندسة. تأسست الجامعة في البداية كمعهد للتكنولوجيا الكونية، وفي عام 1992، أصبحت أكاديمية سيبيريا للفضاء، وأصبحت جامعة منذ عام 2002.